# Rosensteinquartier
Das Rosensteinquartier ist ein geplantes Stadtviertel in Stuttgart, nördlich vom Stuttgarter Hauptbahnhof. Aktuell befinden sich dort zum Teil Gleisanlagen (rund 0,71 km²), welche im Zuge des Bauprojekts Stuttgart 21 frei werden. Im Zentrum Stuttgarts kann nach dem Rückbau eine 85 Hektar große Fläche entwickelt werden. Die Entwicklung des Rosenstein-Quartiers ist das derzeit größte geplante Bauprojekt in Stuttgart. Geplant sind mehr als 5.000 Wohnungen auf dem Areal.

## Fläche
Das künftige Quartier Rosenstein grenzt an den Pragfriedhof und die bestehenden Areale Nordbahnhofviertel, Löwentorzentrum, Sarwey-/Störzbachstraße und MediaForum. Außerdem die neu zu strukturierenden Areale Post-Areal, Areal am Israelitischen Friedhof sowie das Areal Mönchstraße.
Zu den Flächen gehören auch die Neuplanungsflächen B1, B2, C1 und C2, die durch die Verlegung des Wartungs- und Abstellbahnhofs nach Stuttgart-Untertürkheim frei werden. Diese werden ausschließlich für neue Wohn- und Gewerbeflächen sowie Kultur- und Bildungseinrichtungen verwendet. Außerdem ist eine Erweiterung des Parks vorgesehen.
Ein Großteil der Flächen ist seit 2001 im Besitz der Landeshauptstadt Stuttgart. Die Stadt hat 424,4 Millionen Euro für die Grundstücke bezahlt, also 361 Euro pro Quadratmeter. Die von der Deutschen Bahn erworbenen Flächen hatten im Jahr 2010 einen Verkehrswert von 805 Millionen Euro. Im angrenzenden Europaviertel lag der Bodenrichtwert Anfang 2020 bei 4850 Euro pro Quadratmeter, im Nordbahnhofviertel lag er zwischen 1600 und 2200 Euro.
Das 4,5 Hektar große Areal des ehemaligen Paketpostamtes ist noch nicht im Besitz der Stadt.

## Geschichte
Die Gleisanlagen zum Stuttgarter Hauptbahnhof wurden bis 1922 auf Flächen der Stadt Stuttgart errichtet. 2001 wurden die Gleisflächen von der Landeshauptstadt Stuttgart aufgekauft. Heute ist die Stadt überwiegend Eigentümer und hat uneingeschränktes Planungsrecht. Die Flächen wurden bisher nicht an Investoren verkauft und sind bisher auch nicht verplant.
Am 1. November 2003 wurde von der Stadt Stuttgart ein erster städtebaulicher Realisierungswettbewerb für das Rosensteinviertel und dem Teilgebiet C ausgeschrieben.
45 Büros und Arbeitsgemeinschaften waren zur Teilnahme, davon wurden 15 eingeladen. 30 weitere Büros und 5 Nachrücker wurden aus 1021 Bewerbern ausgelost. Schließlich wurden 27 Arbeiten eingereicht. Am 22. April 2005 wurde die Arbeit des Büros Pesch & Partner, in Arbeitsgemeinschaft mit Henri Bava, mit dem 1. Preis ausgezeichnet.
Der Verkehrswert der von der Stadt erworbenen Areale wurde 2010 mit rund 805 Millionen Euro beziffert. Ab 2021 hat die Stadt, bis die erworbenen Flächen nutzbar sind, Anspruch auf 21,2 Millionen Euro Verzugszinsen pro Jahr. 2012 wurden von der Stadt Stuttgart Verkehrswerte von 3281 Euro je Quadratmeter für das A2-Gebiet angegeben, 466 für das B-Areal sowie 928 Euro für das Rosensteinviertel.

## Planung
Das Stadtentwicklungskonzept für die frei werdenden Bahnflächen wurde 1997 vom Stadtplanungsamt Stuttgart unter dem Namen Rahmenplan Stuttgart 21 entwickelt.
Nach den Planungen sollen 0,606 km² der Flächen im Rosenstein neu bebaut werden, 0,182 km² sollen umstrukturiert werden und der Park soll um 0,481 km² erweitert werden.
Laut Angaben der Stadt Stuttgart sollen die Gleisanlagen noch ein Jahr erhalten werden, bis klar sei, ob die neuen Bahnanlagen den Betrieb bewältigen könnten. Gleichzeitig legt sie großen Wert darauf, dass sie die Flächen vollständig entwickeln kann und keine Gleise weiter genutzt werden. VCD und BUND halten den Erhalt von sechs Gleisen im Planungsgebiet für notwendig. Die Stadt rechnet, nach Inbetriebnahme des neuen Bahnknotens, mit einem Zeitbedarf von vier Jahren für den Abbau der Gleisanlagen, die Altlastenentsorgung und der Erschließung des Stadtquartiers.
Am 16. November 2017 beauftragte der Stuttgarter Gemeinderat die Stadtverwaltung, einen Wettbewerb für die Gestaltung der frei werdenden Gleisanlagen vorzubereiten. Wesentliche Ziele sind die Erweiterung des Schlossgartens bzw. Rosensteinparks sowie die Schaffung von „bezahlbaren“ Wohnungen. Den Wettbewerb entschied das Büro asp/Koeber für sich.  Die Landeshauptstadt Stuttgart will einen städtebaulichen Rahmenplan in Auftrag geben. Der Gemeinderat wird darüber entscheiden. Dieser Plan ist dann die Grundlage für alle weiteren Planungen im künftigen Stadtteil.

## Bürgerbeteiligung

### „Rosenstein – Wir gestalten unsere Stadt von morgen“
Stuttgarter Bürger sollen bei der Gestaltung des Viertels mitwirken. Ziel ist es, ein neues, lebendiges Stadtviertel zu entwerfen. Dafür hat die Stadt eine über mehrere Jahre angelegte Bürgerbeteiligung geplant. Dazu gehörte die projektbegleitende Reihe „Rosenstein – Wir gestalten unsere Stadt von morgen“. Im Dialog mit Experten und bei Diskussionen sollten Bürger entscheiden, was auf dem freiwerdenden Gelände gebaut wird und wie die zusätzlichen Grünflächen aussehen sollen.
Als Referenten traten Vertreter aus den Städten Wien, Zürich, Hamburg und Utrecht auf, die allesamt ähnliche Städtebauprojekte realisieren. Weiterhin waren u. a. Peter Sloterdijk, der Zukunftsforscher Peter Wippermann und der Architekt und Architekturhistoriker Vittorio Magnago Lampugnani zu Gast.

### „Informelle Bürgerbeteiligung Rosenstein“
Am 9. April 2016 fand die erste Veranstaltung mit mehr als 300 Teilnehmern statt. Rund vier Wochen danach, am 15. März 2016, wurde ein öffentlich tagendes Forum Rosenstein mit rund 50 Mitgliedern erstmals einberufen; darunter sind mehrere zufällig ausgewählte Bürger sowie Vertreter von rund 30 verschiedenen Gruppen.
Am 24. September 2016 wurden die neun in der Bürgerbeteiligung erkannte Schwerpunkte vorgestellt: bezahlbarer Wohnraum, lebenswerter und abwechslungsreicher öffentlicher Raum, großflächige Freizeit- und Sportanlagen, Wochenmarkt mit regionalen Produkten, umfangreiches Radwegnetz, Naturerlebnisräume, Wasserflächen und „Urban Gardening“, gute Luftqualität, ein abwechslungsreiches Angebot für Kinder, eine soziale Durchmischung, attraktive Aussichtspunkte und Hochbauten sowie ein hohes Sicherheitsniveau. Über die Bürgerbeteiligung hinaus soll es Formate geben, in denen Bürger in die weiteren Planungsschritte einbezogen werden.
Am 15. November 2016 wurden die Ergebnisse des Bürgerbeteiligungsverfahrens (Forum Rosenstein) erörtert. Die Wünsche wurden in einem 155-seitigem Memorandum Rosenstein niedergelegt, die zu „Leitplanken“ verdichtet werden sollen. Die SPD-Fraktion des Gemeinderats kritisierte, dass die Macher des Verfahrens die in einer Stadt immer vorhandenen Interessenkonflikte in dieser Zusammenfassung ausgeklammert hätten.
Bei der Gemeinderats-Debatte des nunmehr 217-seitigen Memorandums im Februar 2017 wurde befunden, dass die Bürgerbeteiligung nur auf geringes Interesse gestoßen und von zweifelhafter Repräsentativität für alle Einwohner der Stadt sei. Der Inhalt des Memorandums sei jedoch gut. Die letzte der drei Veranstaltungen des Forums hatten knapp 20 Teilnehmer besucht.